# Билибинская АЭС
Били́бинская АЭС (Били́бинская АТЭЦ) — атомная электростанция (точнее, атомная теплоэлектроцентраль), расположена рядом с городом Билибино Чукотского автономного округа (4,5 км). От Анадыря, административного центра региона, до АЭС 610 км. Является филиалом госконцерна «Росэнергоатом».
Суммарная установленная мощность АЭС после вывода из эксплуатации энергоблока № 1 — 36 МВт.
В 2018 году Билибинская АЭС выработала энергии в сумме 212,3 млн кВт⋅час.

## Характеристики
Станция состоит из четырёх одинаковых энергоблоков общей электрической мощностью 48 МВт с реакторами ЭГП-6 (водно-графитовый гетерогенный реактор канального типа). Станция вырабатывает как электрическую, так и тепловую энергию для теплоснабжения города Билибино.
АЭС производит около 80 % электроэнергии, вырабатываемой в изолированной Чаун-Билибинской энергосистеме (при этом на саму систему приходится около 40 % потребления электроэнергии в Чукотском АО).
Продажу электроэнергии и обслуживание электрических сетей Чаун-Билибинской энергосистемы производит филиал ОАО «Чукотэнерго» «Северные электрические сети».
Билибинская АЭС — единственная атомная электростанция, расположенная в зоне вечной мерзлоты.
С конца 2018 года идёт процесс вывода из эксплуатации 1-го блока Билибинской АЭС. 25 декабря 2019 года Ростехнадзор выдал лицензию на продление эксплуатации энергоблока № 2 до 31 декабря 2025 года. Также до 2025 года была продлена эксплуатация энергоблока № 3.
Суммарная установленная мощность АЭС, после вывода из эксплуатации энергоблока № 1 — 36 МВт.
Годовая выработка электроэнергии на станции в 2018 году — 212,3 млн кВт⋅час.

## История
Проектирование Билибинской АЭС началось в 1965 году, на основании постановления Совета Министров СССР № 744—279 от 8 октября 1965 года.
Генеральным проектировщиком станции было назначено Уральское отделение ВГНИПКИИ. Научное руководство работами осуществлялось Физико-энергетический институтом им. А. И. Лейпунского (Обнинск). Главным конструктором энергетической установки являлось техническое бюро «Энергоблок» (в настоящее время ОКБ «Ижорские заводы»).
Работы по строительству станции начались в 1966 году, на основании постановления Совета Министров СССР № 800—252 от 29 июня 1966 года.
Оборудование для реакторной установки изготавливалось на Ижорском заводе, Подольском машиностроительном заводе им. Орджоникидзе, Барнаульском котельном заводе. Теплофикационные турбины для станции были разработаны и изготовлены чешским Брненским машиностроительным заводом в городе Велька-Битеш. Доставка оборудования для строительства осуществлялось морским путём в порт города Певек, оттуда по зимнику оборудование перевозилось на строительную площадку станции.
Строительство станции осуществляло Управление строительства Билибинской АЭС треста «Магаданэнергострой». Монтаж оборудования станции производился Билибинским участком треста «Востокэнергомонтаж».
Окончание строительства и ввод первого энергоблока станции был осуществлен в январе 1974 года, четвёртого энергоблока — в декабре 1976 года.
В 2005 году станция работала на 35 % установленной мощности, в 2006 году — 32,5 %.
По данным на 2017 год, с начала эксплуатации Билибинской АЭС выработано 10,09 млрд кВт·ч электроэнергии.
В 2025 году было объявлено о планах по окончательному выводу Билибинской АЭС из эксплуатации, вывозу отработанного ядерного топлива и постепенному демонтажу конструкций стации, который планируется закончить в 2054ом году. Выпадающие мощности планируется заместить уже построенным работающим на дизельном топливе энергоцентром, а также двумя малыми АЭС, оснащёнными реактором РИТМ-200.

### Чаун-Билибинская энергосистема
В городе Певек Чукотского АО, к Чаун-Билибинской энергосистеме произведено подключение первой в мире плавучей атомной теплоэлектростанции (ПАТЭС) «Академик Ломоносов». Для этого на берегу был построен комплекс сооружений для надёжной многолетней эксплуатации этого объекта. Энергоустановка ПАТЭС включает две реакторные установки ледокольного типа КЛТ-40С и имеет максимальную электрическую мощность более 70 МВт. Промышленная эксплуатация начата 22 мая 2020 года.

## Общее описание станции
Билибинская АЭС состоит из четырёх однотипных энергоблоков. На каждом энергоблоке станции в качестве паропроизводительных установок применены канальные водографитовые реакторы ЭГП-6, генерирующие насыщенный пар по одноконтурной схеме. Установленная электрическая мощность станции — 48 МВт при одновременном отпуске теплоты 78 МВт (67 Гкал/ч). Максимальный отпуск теплоты потребителями, при снижении электрической мощности станции до 40 МВт — до 116 МВт (100 Гкал/ч).
Каждый энергоблок станции включает в себя:[значимость факта?]
- реакторную установку номинальной тепловой мощностью 62 МВт, паропроизводительностью 95 т/ч при давлении 6,37 МПа и температуре питательной воды 104 °C;
- теплофикационную турбоустановку, работающую на насыщенном паре с давлением 5,88 МПа с промежуточной сепарацией влаги; электрогенератор, трансформатор, схему выдачи мощности в электрическую сеть Чаун-Билибинской энергосистемы;
- теплофикационное оборудование и системы выдачи теплоты в теплосеть, систему технического водоснабжения, вспомогательное оборудование реакторного и машинного отделений.

## Энергоблоки
| Энергоблок | Тип реакторов | Мощность | Мощность | Начало строительства | Подключение к сети | Ввод в эксплуатацию | Закрытие    |
| Энергоблок | Тип реакторов | Чистая   | Брутто   | Начало строительства | Подключение к сети | Ввод в эксплуатацию | Закрытие    |
| ---------- | ------------- | -------- | -------- | -------------------- | ------------------ | ------------------- | ----------- |
| Билибино-1 | ЭГП-6         | 11 МВт   | 12 МВт   | 01.01.1970           | 12.01.1974         | 01.04.1974          | 14.01.2019  |
| Билибино-2 | ЭГП-6         | 11 МВт   | 12 МВт   | 01.01.1970           | 30.12.1974         | 01.02.1975          | 31.12.2025  |
| Билибино-3 | ЭГП-6         | 11 МВт   | 12 МВт   | 01.01.1970           | 22.12.1975         | 01.02.1976          | 2025 (план) |
| Билибино-4 | ЭГП-6         | 11 МВт   | 12 МВт   | 01.01.1970           | 27.12.1976         | 01.01.1977          | 2026 (план) |

## Инциденты
За время эксплуатации Билибинской АЭС произошло несколько ядерных инцидентов с утечкой радиоактивных материалов или переоблучением персонала[уточнить]:
- В 1991 году произошла авария с массовым выходом из строя опускных труб барабана-сепаратора;
- 10 июля 1991 года — утечка жидких радиоактивных отходов (РАО) при транспортировке в хранилище (3-й уровень по шкале INES);
- 20 сентября 1991 года — повторная утечка РАО;
- 24 ноября 1995 года — аварийная остановка и отключение от сети блоков № 1 и № 2 из-за полной потери электроснабжения собственных нужд (1-й уровень по шкале INES);
- 14 марта 1998 года — переоблучение трёх работников при перегрузке ядерного топлива на блоке № 4 (3-й уровень по шкале INES).

## Критика проекта
Билибинская АТЭЦ, благодаря своим отличным характеристикам, доказала перспективность стационарной установки малой мощности. После распада СССР, закрытия снабжавшихся станцией предприятий, особенно одного из крупнейших в стране золотодобывающих предприятий — Билибинского горно-обогатительного комбината — и быстрого оттока населения из региона она стала не нужна, перебазировать же её к другим потребителям невозможно. 
Канальные водно-графитные реакторы порождают большие объёмы отработанного ядерного топлива (ОЯТ). Трудность закрытия этой АЭС, по словам замдиректора «Росэнергоатома» В. Асмолова, в том, что «один вывоз топлива стоит столько же, сколько сама станция». 
Проект же  плавучей АЭС предусматривает выгрузку и вывоз отработанного ядерного топлива.